# Certosa di San Girolamo

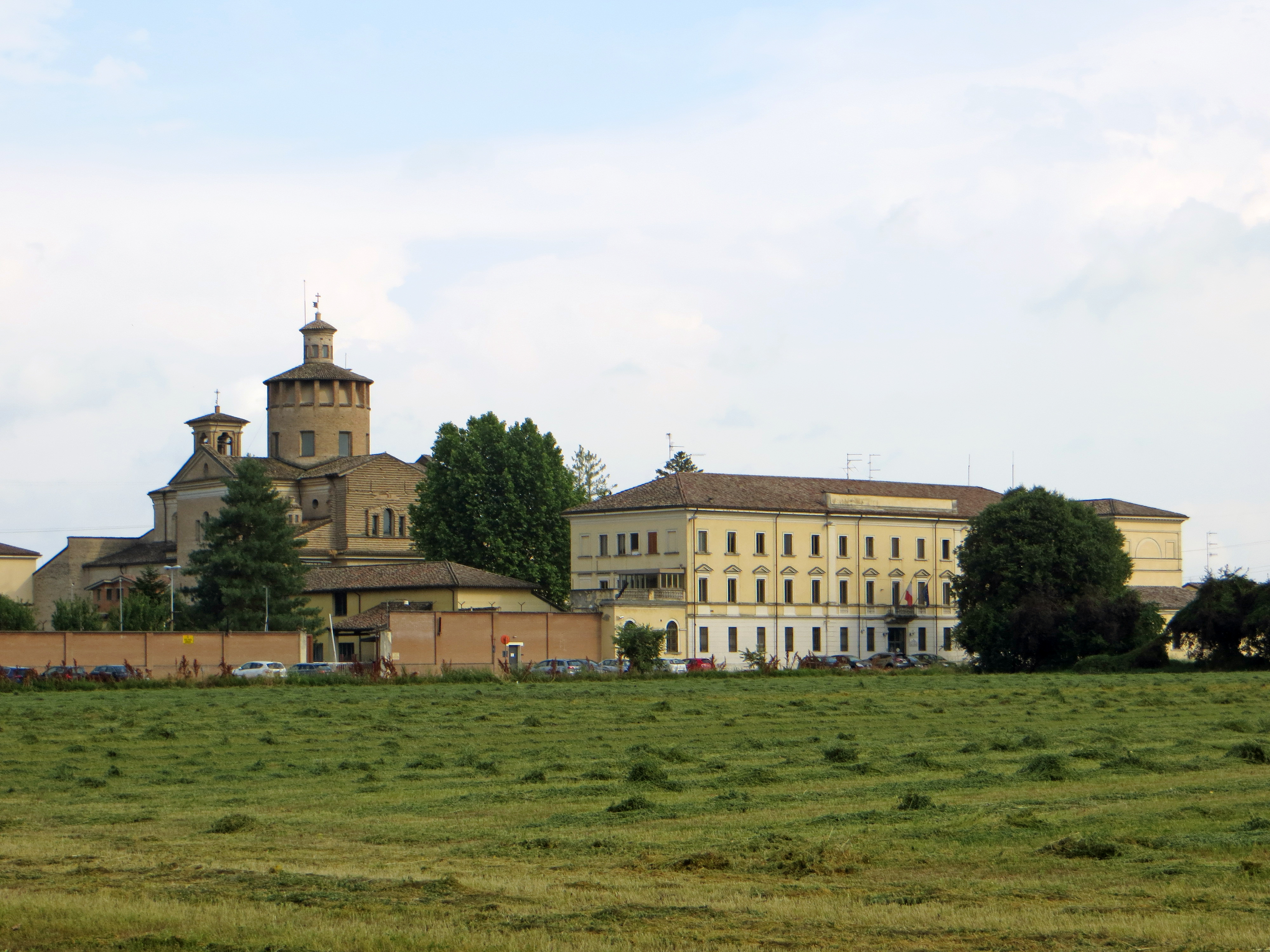
Ansicht von Nordwesten

Die Certosa di San Girolamo, auch Certosa di Parma, ist ein ehemaliges Kloster der Kartäuser am östlichen Stadtrand von Parma in der italienischen Region Emilia-Romagna. Patron der Kartause ist der heilige Hieronymus (ital. San Girolamo).

## Beschreibung
Der Gebäudekomplex liegt an der nach Mantua führenden Straße, am Stadtrand von Parma.
Die Kartause war Inspiration für Stendhals Roman Die Kartause von Parma.
Der Komplex umfasst neben dem Sitz der Strafvollzugspolizei die San Girolamo geweihte Kirche, eine Sakristei und den Hauptkreuzgang (beide aus dem 16. Jahrhundert) sowie den kleineren Kreuzgang (aus dem 15. Jahrhundert). Die dem heiligen Hieronymus geweihte Kirche besitzt Gemälde und Fresken von Francesco Pescaroli, Alessandro Baratta, Gian Battista Natali und Ilario Spolverini.

## Geschichte
Die ursprüngliche Kartause wurde zwischen 1285 und 1304 auf Initiative von Rolando Taverna, von 1278 bis 1285 Erzbischof von Spoleto, errichtet.
Die Kartäuser beherbergten mehrere Jahre lang auch eine der ersten Druckereien in Norditalien.
Gegen Mitte des 16. Jahrhunderts wurde ein Teil des Komplexes zerstört und zwischen 1673 und 1722 wurden die heutige Barockkirche und ein neuer Kreuzgang nach einem Entwurf von Francesco Pescaroli errichtet, die noch heute gut erhalten sind. Im Jahr 1769 wurde das Kartäuserkloster aufgehoben und der Komplex grundlegend renoviert, um eine Tabakfabrik, die Fabbrica Ducale dei Tabacchi di Parma, unterzubringen, eine der bedeutendsten in Norditalien, die 1805 ihren Betrieb aufnahm und 1891 schloss.
Ab 1900 war das Kloster eine Besserungsanstalt. Seit Dezember 1975 befindet sich die Ausbildungs- und Fortbildungsschule der Strafvollzugspolizei in der Certosa.